# Campionati francesi di sci alpino 2013
I Campionati francesi di sci alpino 2013 si sono svolti a Peyragudes dal 19 al 25 marzo. Il programma includeva gare di discesa libera, supergigante, slalom gigante e slalom speciale, tutte sia maschili sia femminili, e una di KO slalom, solo maschile, che è stata annullata.
Trattandosi di competizioni valide anche ai fini del punteggio FIS, vi hanno partecipato anche sciatori di altre federazioni, senza che questo consentisse loro di concorrere al titolo nazionale francese.

## Risultati

### Uomini

#### Discesa libera
| Pos. | Atleta                | Nazione | Tempo   |
| ---- | --------------------- | ------- | ------- |
| 1    | Adrien Théaux         | Francia | 1:09,57 |
| 2    | Brice Roger           | Francia | 1:09,91 |
| 3    | Nicolas Raffort       | Francia | 1:10,36 |
| 4    | Maxence Muzaton       | Francia | 1:10,41 |
| 5    | Valentin Giraud Moine | Francia | 1:10,44 |
| 6    | David Poisson         | Francia | 1:10,53 |
| 7    | Paul de la Cuesta     | Spagna  | 1:10,59 |
| 8    | Yannick Bertrand      | Francia | 1:10,62 |
| 9    | Blaise Giezendanner   | Francia | 1:10,85 |
| 10   | Alexandre Bouillot    | Francia | 1:10,90 |

Data: 20 marzo

Località: Peyragudes

Ore: 

Pista: 

Partenza: 2 190 m s.l.m.

Arrivo: 1 685 m s.l.m.

Dislivello: 505 m

Tracciatore: Patrice Morisod

#### Supergigante
| Pos. | Atleta                   | Nazione | Tempo   |
| ---- | ------------------------ | ------- | ------- |
| 1    | Adrien Théaux            | Francia | 1:16,93 |
| 2    | Yannick Bertrand         | Francia | 1:17,40 |
| 3    | Thomas Mermillod Blondin | Francia | 1:17,65 |
| 4    | David Poisson            | Francia | 1:18,16 |
| 5    | Alexis Pinturault        | Francia | 1:18,25 |
| 6    | Steve Missillier         | Francia | 1:18,42 |
| 7    | Maxence Muzaton          | Francia | 1:18,69 |
| 8    | Blaise Giezendanner      | Francia | 1:18,70 |
| 9    | Cyprien Sarrazin         | Francia | 1:18,75 |
| 10   | François Place           | Francia | 1:18,78 |

Data: 21 marzo

Località: Peyragudes

Ore: 

Pista: 

Partenza: 2 190 m s.l.m.

Arrivo: 1 685 m s.l.m.

Dislivello: 505 m

Tracciatore: Christophe Saioni

#### Slalom gigante
| Pos. | Atleta                   | Nazione | Tempo   |
| ---- | ------------------------ | ------- | ------- |
| 1    | Steve Missillier         | Francia | 2:05,31 |
| 2    | Thomas Fanara            | Francia | 2:05,88 |
| 3    | Alexis Pinturault        | Francia | 2:07,47 |
| 4    | Cyprien Richard          | Francia | 2:07,68 |
| 5    | Gabriel Rivas            | Francia | 2:07,86 |
| 6    | Thomas Mermillod Blondin | Francia | 2:07,87 |
| 7    | Mathieu Faivre           | Francia | 2:07,92 |
| 8    | Thomas Frey              | Francia | 2:07,99 |
| 9    | Valentin Giraud Moine    | Francia | 2:08,08 |
| 10   | François Place           | Francia | 2:08,27 |

Data: 22 marzo

Località: Peyragudes

1ª manche:

Ore: 

Pista: 

Partenza: 1 945 m s.l.m.

Arrivo: 1 610 m s.l.m.

Dislivello: 335 m

Tracciatore: David Chastan

2ª manche:

Ore: 

Pista: 

Partenza: 1 945 m s.l.m.

Arrivo: 1 610 m s.l.m.

Dislivello: 335 m

Tracciatore: Jean-Michel Agnellet

#### Slalom speciale
| Pos. | Atleta                   | Nazione | Tempo   |
| ---- | ------------------------ | ------- | ------- |
| 1    | Thomas Mermillod Blondin | Francia | 1:27,57 |
| 1    | Alexis Pinturault        | Francia | 1:27,57 |
| 3    | Steve Missillier         | Francia | 1:27,69 |
| 4    | Maxime Tissot            | Francia | 1:27,80 |
| 5    | Gabriel Rivas            | Francia | 1:27,86 |
| 6    | Jean-Baptiste Grange     | Francia | 1:28,06 |
| 7    | Steven Théolier          | Francia | 1:28,68 |
| 8    | François Place           | Francia | 1:28,72 |
| 9    | Julien Lizeroux          | Francia | 1:28,90 |
| 10   | Greg Galeotti            | Francia | 1:29,40 |

Data: 23 marzo

Località: Peyragudes

1ª manche:

Ore: 

Pista: 

Partenza: 1 861 m s.l.m.

Arrivo: 1 700 m s.l.m.

Dislivello: 161 m

Tracciatore: Stéphane Quittet

2ª manche:

Ore: 

Pista: 

Partenza: 1 861 m s.l.m.

Arrivo: 1 700 m s.l.m.

Dislivello: 161 m

Tracciatore: Didier Mollier

#### KO slalom
La gara, originariamente in programma il 24 marzo, è stata annullata.

### Donne

#### Discesa libera
| Pos. | Atleta                | Nazione | Tempo   |
| ---- | --------------------- | ------- | ------- |
| 1    | Marion Rolland        | Francia | 1:09,41 |
| 2    | Marie Marchand-Arvier | Francia | 1:10,31 |
| 3    | Jennifer Piot         | Francia | 1:10,44 |
| 4    | Margot Bailet         | Francia | 1:10,56 |
| 5    | Estelle Alphand       | Francia | 1:10,80 |
| 6    | Tiffany Gauthier      | Francia | 1:10,92 |
| 7    | Marine Gauthier       | Francia | 1:10,99 |
| 8    | Coralie Frasse Sombet | Francia | 1:11,06 |
| 9    | Tessa Worley          | Francia | 1:11,12 |
| 10   | Romane Miradoli       | Francia | 1:11,20 |

Data: 23 marzo

Località: Peyragudes

Ore: 

Pista: 

Partenza: 2 190 m s.l.m.

Arrivo: 1 685 m s.l.m.

Dislivello: 505 m

Tracciatore: Claude Crétier

#### Supergigante
| Pos. | Atleta                | Nazione | Tempo   |
| ---- | --------------------- | ------- | ------- |
| 1    | Marion Rolland        | Francia | 1:16,94 |
| 2    | Tessa Worley          | Francia | 1:17,37 |
| 3    | Jennifer Piot         | Francia | 1:17,71 |
| 4    | Tiffany Gauthier      | Francia | 1:18,34 |
| 5    | Estelle Alphand       | Francia | 1:18,69 |
| 6    | Géraldine Petit       | Francia | 1:19,18 |
| 7    | Laura Gauché          | Francia | 1:19,67 |
| 8    | Margot Bailet         | Francia | 1:19,75 |
| 9    | Anémone Marmottan     | Francia | 1:19,91 |
| 10   | Coralie Frasse Sombet | Francia | 1:20,24 |

Data: 22 marzo

Località: Peyragudes

Ore: 

Pista: 

Partenza: 2 140 m s.l.m.

Arrivo: 1 685 m s.l.m.

Dislivello: 455 m

Tracciatore: Claude Crétier

#### Slalom gigante
| Pos. | Atleta                | Nazione | Tempo   |
| ---- | --------------------- | ------- | ------- |
| 1    | Anémone Marmottan     | Francia | 2:03,20 |
| 2    | Tessa Worley          | Francia | 2:03,75 |
| 3    | Clara Direz           | Francia | 2:04,43 |
| 4    | Coralie Frasse Sombet | Francia | 2:04,58 |
| 5    | Alison Willmann       | Francia | 2:05,68 |
| 6    | Nastasia Noens        | Francia | 2:05,88 |
| 7    | Tiffany Gauthier      | Francia | 2:06,12 |
| 8    | Marion Rolland        | Francia | 2:06,86 |
| 9    | Laurie Mougel         | Francia | 2:06,96 |
| 10   | Jennifer Piot         | Francia | 2:07,24 |

Data: 21 marzo

Località: Peyragudes

1ª manche:

Ore: 

Pista: 

Partenza: 1 945 m s.l.m.

Arrivo: 1 610 m s.l.m.

Dislivello: 335 m

Tracciatore: Anthony Séchaud

2ª manche:

Ore: 

Pista: 

Partenza: 1 945 m s.l.m.

Arrivo: 1 610 m s.l.m.

Dislivello: 335 m

Tracciatore: Lionel Pellicier

#### Slalom speciale
| Pos. | Atleta            | Nazione | Tempo   |
| ---- | ----------------- | ------- | ------- |
| 1    | Laurie Mougel     | Francia | 1:40,00 |
| 2    | Anémone Marmottan | Francia | 1:40,60 |
| 3    | Tessa Worley      | Francia | 1:42,15 |
| 4    | Marion Bertrand   | Francia | 1:42,55 |
| 5    | Margot Bailet     | Francia | 1:43,81 |
| 6    | Andrea Jardí      | Spagna  | 1:44,00 |
| 7    | Joséphine Forni   | Francia | 1:44,50 |
| 8    | Mélanie Dalmasso  | Francia | 1:44,91 |
| 9    | Romane Nicoletta  | Francia | 1:45,99 |
| 10   | Jennifer Piot     | Francia | 1:47,05 |

Data: 20 marzo

Località: Peyragudes

1ª manche:

Ore: 

Pista: 

Partenza: 1 945 m s.l.m.

Arrivo: 1 760 m s.l.m.

Dislivello: 185 m

Tracciatore: Philippe Willmann

2ª manche:

Ore: 

Pista: 

Partenza: 1 945 m s.l.m.

Arrivo: 1 760 m s.l.m.

Dislivello: 185 m

Tracciatore: Philippe Martin